# Bourg-Archambault
 Bourg-Archambault  es una población y comuna francesa, situada en la región de Poitou-Charentes, departamento de Vienne, en el distrito de Montmorillon y cantón de Montmorillon.

## Demografía
| 351 | 298 | 248 | 209 | 201 | 194 |
| Para los censos de 1962 a 1999 la población legal corresponde a la población sin duplicidades (Fuente: INSEE [Consultar]) |     |     |     |     |     |